# Claire Richardson
Pour les articles homonymes, voir Richardson.
Pas d'image ? Cliquez ici

a Compétitions nationales et continentales officielles uniquement.

b Matchs officiels uniquement.
Dernière mise à jour le 16 janvier 2024.
Claire Richardson, née le 2 avril 1984 à Wairoa, est une joueuse néo-zélandaise de rugby à XV. Elle joue au poste de centre, ailière ou arriere, et représente l'équipe de Nouvelle-Zélande entre 2003 et 2014.

## Palmarès
- 24 sélections en équipe de Nouvelle-Zélande[1].
- 54 points marqués (10 essais, 2 transformations)[1].